# Стрмца (Постойна)
Стрмца (словен. Strmca) — поселення в общині Постойна, Регіон Нотрансько-крашка, Словенія. Висота над рівнем моря: 642,7 м.